# Burg Neuveringen
Die Burg Neuveringen, auch Neu-Veringen oder Niederveringen genannt, ist eine abgegangene Spornburg beim Vöhringer Hof auf einem Bergsporn über der Donau 1500 Meter nordöstlich der Stadt Riedlingen im Landkreis Biberach in Baden-Württemberg.
Die Burg wurde kurz vor 1270 von den Grafen von Veringen erbaut, kam vor dem Jahr 1300 in den Besitz der Habsburger, die diese als Pfand an die Herren von Hornstein gaben. 1514 wurde die Burg als Burgstall bezeichnet.
Von der ehemaligen Burganlage ist nichts erhalten, die Stelle wurde durch Kiesabbau vollständig abgetragen.